# Кэрьенг (коммуна)
Кэрьенг (люксемб. Käerjeng, фр. Charage) — коммуна в Люксембурге, располагается в округе Люксембург. Коммуна Клеманси является частью кантона Капеллен.

## История
Коммуна Кэрьенг образована 1 января 2012 года путем слияния коммун Башараж и Клеманси. Деревни на территории этих коммун существовали под другими названиями как минимум с XIII века.
- Башараж
- Клеманси
- Кэрьенг

9 августа 2019 года в результате последствий прохождения по региону сильного урагана значительный ущерб был причинен сотням зданий, было повалено множество деревьев, имелись пострадавшие среди десятков жителей коммуны, было прервано электроснабжение, что привело к приостановке движения поездов на линии Петанж—Люксембург.

## Спорт
В коммуне существует футбольный клуб «Кэрьенг», образованный в 1997 году в результате слияния клубов «Башараж» и «Жёнесс Отшараж», основанных в в 1928 и 1919 годах соответственно.